# Rosellinia brevifissurata
Rosellinia brevifissurata är en svampart som beskrevs av Lar.N. Vassiljeva 1998. Rosellinia brevifissurata ingår i släktet Rosellinia och familjen kolkärnsvampar.   Inga underarter finns listade i Catalogue of Life.